# Floriano Augusto Ramos
Floriano Augusto Ramos (Rio de Janeiro, 1914 — 21 de agosto de 2004) foi um político brasileiro.
Foi ministro chefe do Gabinete Civil da Presidência da República no governo Ranieri Mazzilli, de 25 de agosto a 8 de setembro de 1961.